# The Daily Dot
The Daily Dot è un giornale on-line che tratta di argomenti riguardanti Internet. Aspira a essere il "giornale locale" di Internet. Ha venticinque membri dello staff editoriale Il direttore generale è Nicholas White.
Il giornale è stato finanziato con un investimento iniziale di circa 600 000 dollari e lanciato pubblicamente il 23 agosto 2011. Esso pubblica tra i 15 e i 20 articoli al giorno.
VentureBeat ha dichiarato che la cronaca del sito web ricorda quella di Tosh.0.